# Alexander Crummell

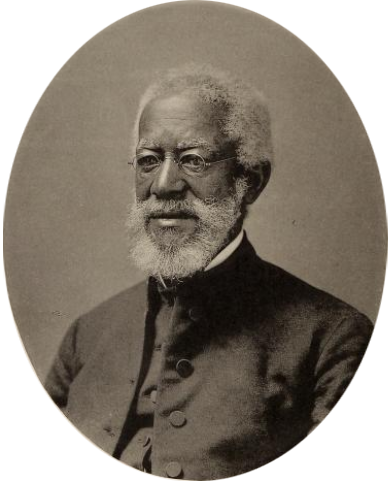
Alexander Crummell

Alexander Crummell (* 3. März 1819 in New York City; † 10. September 1898 in Red Bank, New Jersey) war ein afroamerikanischer Missionar der Anglikanischen Kirche in Liberia  und Sierra Leone, Hochschullehrer in Monrovia und wird als Heiliger der Anglikanischen Kirche verehrt.

## Biographie

### Kindheit und Schulzeit
Die Vorfahren Crummells kamen als Sklaven aus Sierra Leone nach Amerika, Alexander Crummell entstammte einer Familie in den Vereinigten Staaten, die schon früh ins Bürgertum aufgestiegen war und in New York als Abolitionisten tätig waren. Boston Crummell, sein Vater, war Herausgeber der Zeitschriften African American newspaper und des Freedom's Journal. Alexander Crummell erhielt so bereits als Kind einen intensiven, sein weiteres Leben prägenden Kontakt zur Idee des Abolitionismus. Er genoss eine umfassende schulische Ausbildung, neben dem regulären Unterricht an der African Free School No. 2 engagierten die Eltern Haus- und Privatlehrer. Alexander Crummell besuchte danach die Canal Street High School und erwarb die Hochschulreife.

### Studium
Die Eltern ermöglichten ihm auch den Besuch der Noyes Academy, eine der damals fortschrittlichsten Hochschulen in New Hampshire, die sich ideologisch ebenfalls den Ideen der Abolitionisten verpflichtet fühlte. Crummell hatte sich entschieden Priester der Anglikanischen Kirche zu werden. Seine Bemühungen, das Studium an einem Priesterseminar in den Vereinigten Staaten fortzusetzen, wurden jedoch von den zuständigen Gremien und selbst vom Bischof Henry Ustick Onderdonk, mit Verweis auf seine Herkunft, abgewiesen. Crummell begab sich deshalb 1847 nach England, in der Hoffnung, dass die dortige Anglikanische Kirche seine Ausbildung genehmigen würde. Crummel blieb fast sechs Jahre in Großbritannien, er erhielt 1853 die Priesterweihe am renommierten Queens College in Cambridge  und reiste während seiner Studienzeit oft zu politischen Veranstaltungen, um als Gastredner auf die Probleme der Sklaverei in den USA und in der Karibik aufmerksam zu machen.

„Tall, frail, and black, he stood, with simple dignity and an unmistakable air of good breeding. I began to feel the fineness of his character, his calm courtesy, the sweetness of his strength, and his fair blending of the hope and truth of life. “

### Liberia und Sierra Leone
Die Anglikanische Kirche ermöglichte im 1856 als Missionar nach Liberia und Sierra Leone  zu gehen. Zu seinem Erschrecken musste er rasch erkennen, dass die bisher geglaubte Erlösung der Einheimischen durch Christianisierung auch in Liberia zu scheitern drohte. Er erkannte als Ursache, dass die herrschende Schicht der Ameriko-Liberianer keinerlei Interesse hatte, ihre Privilegien mit den Einheimischen zu teilen. Crummell gab seine Tätigkeit in den Missionsstationen im liberianischen Hinterland auf und wurde Hochschullehrer in Monrovia, wo er seine bereits in England entwickelten Vorstellungen vom Panafrikanismus an seine liberianischen Studenten weitergab.
Anfang der 1870er Jahre wurde Crummell wegen seiner stets kritischen und distanzierten Haltung zur liberianischen Gesellschaft geächtet und musste um sein Leben fürchten.

### Rückkehr in die USA
Schließlich kehrte er 1873 in die USA zurück, wo er auf eine vom Sezessionskrieg geläuterte Gesellschaft traf, die ihn mit neuer Zuversicht erfüllte. Er erhielt die Pfarrei der St. Luke's Episcopal Church der Episcopal Diocese of Washington zugeteilt und wirkte dort von 1875 bis 1894. In seinen letzten Lebensjahren bemühte er sich noch als Förderer der American Negro Academy und verstarb 1898 in Red Bank, New Yersey im Alter von 79 Jahren.

## Ehrungen
- Alexander Crummells Verdienste wurden erst im 20. Jahrhundert voll gewürdigt, die Episkopalkirche der Vereinigten Staaten von Amerika nahm Crummell in ihren Heiligenkalender auf, als sein Gedenktag wurde der 10. September bestimmt.
- Crummell zählt zur Gruppe der „100 greatest African Americans“.[4]